# دکتر هو (فصل ۲۲)
بیست و دومین فصل سریال بریتانیایی علمی تخیلی دکتر هو در تاریخ ۵ ژانویه ۱۹۸۵ با قسمتی به نام حمله سایبرمن شروع و با قسمتی دیگر به نام رولیشن آف دالک نمایش آن پایان یافت.